# Sinești (Ialomița)
Sinești è un comune della Romania di 2 275 abitanti, ubicato nel distretto di Ialomița, nella regione storica della Muntenia.
Il comune è formato dall'unione di 6 villaggi: Boteni, Cătrunești, Hagiești, Lilieci, Livedea, Sinești.